# 台北文化清真寺
台北文化清真寺位於台灣臺北市中正區辛亥路1段25巷3號
，為台灣清真寺之一，是臺北的兩座清真寺之一。

## 沿革
文化清真寺草創於1950年10月12日，由教長蕭永泰阿訇以個人積蓄，購得台北市古亭區羅斯福路三段八十六號日式民房一棟，略加整修，提供眾穆斯林禮拜。1954年，為配合台北市都市建設，拓寬道路，寺址遷建於羅斯福路三段178巷18弄3號。門牌號碼整編後，現址為辛亥路一段25巷3號。

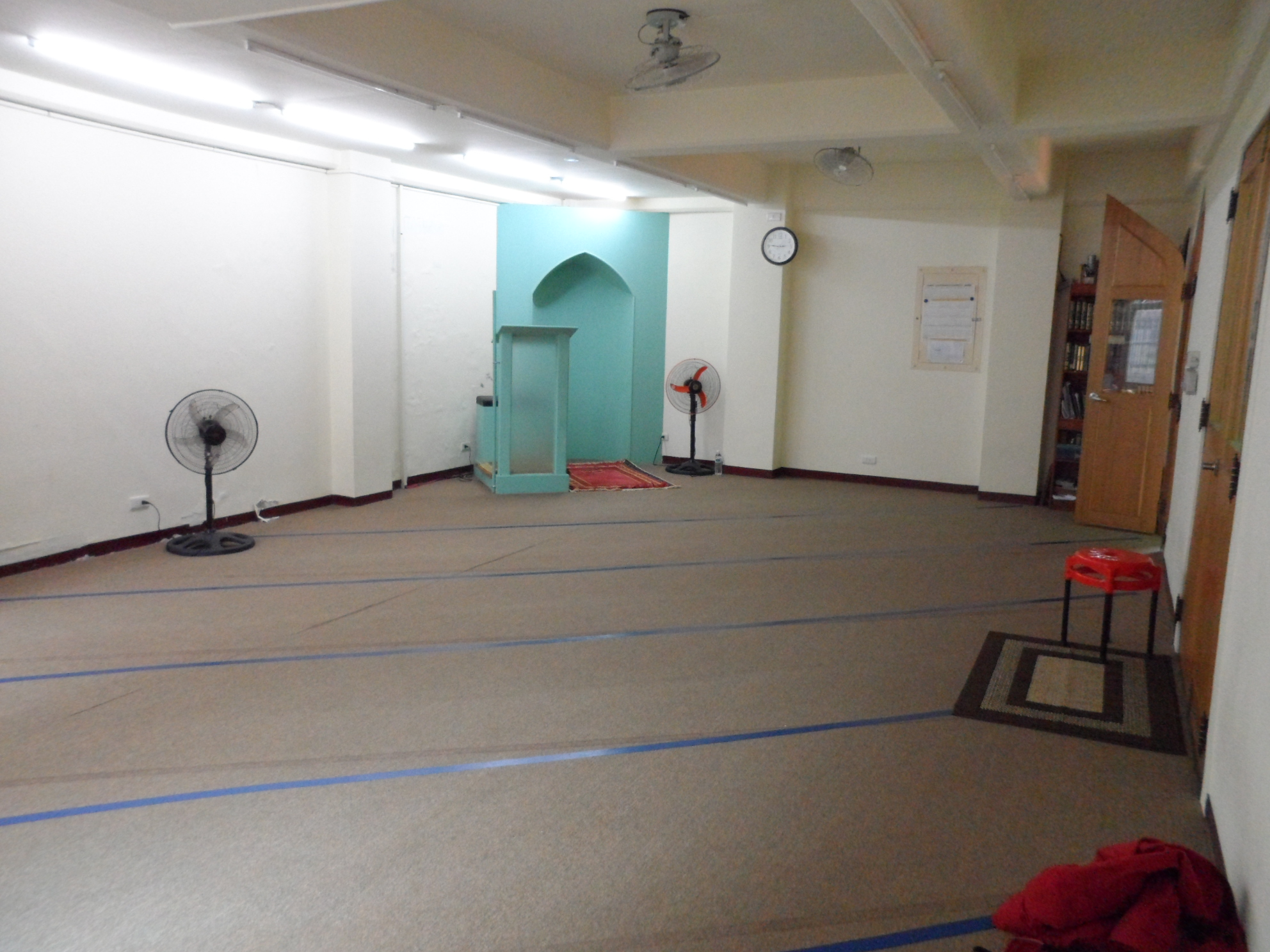
台北文化清真寺大禮拜堂